# Rudolf Paszek
Rudolf Paszek (ur. 19 marca 1894 w Marklowicach Górnych, zm. 29 listopada 1969 w Jabłonkowie) – polski nauczyciel i pedagog, działacz mniejszości polskiej w Czechosłowacji, poseł na Sejm Śląski IV kadencji (1938–1939). 

## Życiorys
Urodził się w Marklowicach Górnych w polskiej rodzinie wyznania katolickiego. W 1914 uzyskał uprawnienia do nauczania w szkołach polskich i niemieckich. Podjął pracę nauczyciela w szkole utrakwistycznej w Karwinie. W 1917 został ranny na froncie wojennym w Albanii. W 1921 został mianowany przez Macierz Szkolną dyrektorem polskiej szkoły wydziałowej w Śląskiej Ostrawie. W 1926 objął taką samą funkcję w Jabłonkowie, gdzie stanął również na czele komitetu budowy gmachu szkoły. Dyrektorem szkoły pozostał do 1938, gdy zastąpił go w tej funkcji Franciszek Szymonik. Działał w środowisku polskim w Czechosłowacji, był członkiem Związku Ślązaków Katolików. W październiku 1932 objął funkcję burmistrza Jabłonkowa. Po przyłączeniu Zaolzia do Polski w 1938 został komisarzem rządowym miasta Jabłonków oraz posłem na Sejm Śląski IV kadencji. Zasiadał w Komisjach Administracyjno-Samorządowej i Ustrojowej, pełnił funkcję wiceprzewodniczącego Komisji Wyznań Religijnych i Oświecenia Publicznego. W październiku 1939 aresztowany, następnie zaś więziony w Jabłonkowie, Cieszynie (1939–1940), Sachsenhausen – Oranienburg (1940), Dachau (1940–1945) i Freiman w Bawarii (1945). Po powrocie na Zaolzie, włączone w międzyczasie ponownie w skład Czechosłowacji, szykanowany przez władze państwowe za działalność w okresie międzywojennym. W 1947 zgodnie ze wskazówkami polskich działaczy na Śląsku Cieszyńskim wstąpił do Komunistycznej Partii Czechosłowacji, której członkiem pozostawał do 1951. W 1948 został dyrektorem polskiej szkoły wydziałowej w Czeskim Cieszynie, gdzie również zamieszkał. W 1951 przeniesiony do Trzyńca, pracował jako nauczyciel aż do zawału serca, przechodząc na rentę inwalidzką. 
Zmarł w 1969 na zawał serca, został pochowany 3 grudnia 1969 na cmentarzu w Czeskim Cieszynie. 
Żonaty z Ludwiką Klement. Odznaczony m.in. Złotym Krzyżem Zasługi oraz Orderem Odrodzenia Polski.